# Jan Karel Hendrik de Beaufort
Jan Karel Hendrik de Beaufort, heer van Leusden (Woudenberg, 8 oktober 1879 − Leusden, huis de Heiligenberg, 29 augustus 1962) was van 1913 tot 1947 burgemeester van Leusden en Stoutenburg. 
De Beaufort was lid van de familie De Beaufort en een zoon van burgemeester Johannes Bernardus de Beaufort (1847-1924) en jkvr. Cornelia Maria van Asch van Wijck (1849-1915), telg uit het geslacht Van Asch van Wijck. In 1906 trouwde hij zijn volle nicht Louise Ernestine de Beaufort (1879-1960) met wie hij vijf kinderen kreeg, onder wie burgemeester jhr. mr. Arnout Jan de Beaufort (1912-1966).
In 1906 promoveerde hij te Utrecht in de rechten op stellingen. In 1913 werd hij aangesteld als burgemeester van Leusden, dat hij net als zijn voorganger en opvolger combineerde met het burgemeesterschap van Stoutenberg. Hij volgde daarin zijn oom, broer van zijn vader, op. 
De Beaufort is meerdere keren verhuisd. Bij aanvang van zijn burgemeesterrol, verhuisde hij samen met zijn gezin van 't Zand in Amersfoort naar de nieuwe buitenplaats Leusderend. Ze verhuisden echter al snel naar het huis Heiligenberg, dat werd gehuurd van zijn volle nicht Anna Aleida 'juffrouw Annie' de Beaufort (1880-1975). Hier zijn uiteindelijk zijn vrouw en hij beiden op overleden. In 1937 werd hij verheven in de Nederlandse adel, tegelijkertijd met drie broers van hem, waarna hij en zijn nageslacht het predicaat jonkheer/jonkvrouw verkregen. In september 1938 vierde hij zijn 25-jarig ambtjubileum, tegelijkertijd met de viering van het 25-jarig wethouderschap van twee wethouders. Uiteindelijk zou hij bijna 35 jaar burgemeester van Leusden en Stoutenburg blijven: per 16 november 1945 werd hij op verzoek ontslagen maar bleef daarna tot 1947 aan als waarnemend burgemeester.  Tijdens zijn ambtsperiode kwamen belangrijke infrastructurele werken tot stand, de verbouwing van het gemeentehuis in 1937, en in crisistijd de werkverschaffingsprojecten. Ook zijn vrouw was achtief in het plaatselijke verenigingsleven en daar onder andere betrokken bij het Groene Kruis.
De Beaufort was tevens kantonrechter-plaatsvervanger te Amersfoort (tot 1945). Hij was tevens lid van de Raad van Bestuur van de NV Den Treek die het familierlandgoed beheerde. Jhr. mr. J.K.H. de Beaufort overleed op zijn huis op 82-jarige leeftijd.